# ريتشارد إي. ماير
ريتشارد إي. ماير (بالإنجليزية: Richard E. Mayer)‏ هو عالم نفس أمريكي، ولد في 1947.